# アッシエッタの戦い
アッシエッタの戦い（アッシエッタのたたかい、英語: Battle of Assietta）はオーストリア継承戦争中の1747年7月19日に戦われた、フランス軍とサルデーニャ軍の間の戦闘。サルデーニャ軍が勝利した。

## 背景
オーストリア継承戦争の最終局面において、フランスは要地を占めているサルデーニャ軍を消滅させようとした。フランス王ルイ15世はすでにピエモンテへ侵入しようとしており、マドンナ・デル・オルモの戦いやバッシニャーナの戦いを戦っていた。
フランス軍150個歩兵大隊、75個騎兵大隊、2個砲兵大隊はシャルル・ルイ・オーギュスト・フーケ・ド・ベル＝イル元帥とラ・ミナ侯爵を指揮官としたが、2人は戦略について意見が相違した。ベル＝イルはアルプス山脈を越えてトリノに直接攻撃しようとしたが、ラ・ミナ侯爵は軍を送ってオーストリアとサルデーニャによるジェノヴァの包囲を解こうとした。
結局ベル＝イルの意見が通り、フランス軍はアンティーブとニースを占領した。しかし、フランス軍の進軍はサルデーニャによるアルプス山脈の南部の通り道での堅い守備で止まった。ベル＝イルの弟ルイ・シャルル・アルマン・フーケ・ド・ベル＝イルは50個歩兵大隊、15個騎兵大隊、そして数多くの大砲をもってアルプス山脈北部の通り道へ進軍した。

## 戦闘
フランス軍は二手に分かれた。1つはモン・スニ峠を降りてエジッレスへ向かい、もう1つはアッシエッタの山道を通ってフェネストレッレへ向かった。このうち、アッシエッタ山道は標高2,500メートル以上の高原であった。サルデーニャ王カルロ・エマヌエーレ3世の軍勢は5万でフランス軍の2万5千人を上回っていたが、彼が全ての通路を守備しなければならないのに対しフランス軍は1か所に集中して攻撃することができた。そして、フランス軍はアッシエッタへの進軍を決めた。サルデーニャはサルデーニャ軍の9個歩兵大隊とジェノヴァの包囲に失敗したオーストリアとスイスの合計4個歩兵大隊でアッシエッタ一帯の守備を固めた。
フランスは偵察でサルデーニャ軍が守備を固めていることを知り、すぐに攻撃する決定を下した。数多くの障害物、リダウトや高さ18フィートの柵が斜面に建てられていた。
戦闘に参加した人員はフランスが32個大隊に対し、サルデーニャは13個大隊しかなかった。フランス軍は3個縦隊に分けて進撃したが、真ん中の縦隊以外の攻撃はほとんど効果がなかった。攻撃は16時半ほどにはじめ、フランスの元帥たちも勇猛に戦ったほどの激しい攻撃だったが、4回試みられた攻撃は全て大損害を受けて失敗した。フランス軍は5時間の戦闘の後撤退、ルイ・シャルル・アルマン・フーケ・ド・ベル＝イル自身も斜面の頂上近くにフランスの旗を立てようとしたときに戦死した。

## 結果
戦闘はほとんど一方的だった。フランスの損害は将軍7人を含む5,300人であり、しかもその大半を占める3,700人が戦死だった。一方、サルデーニャ軍は死傷者299人に留まった。
敗れたフランス軍はフランスへ帰還した。プロイセン王フリードリヒ2世はアッシエッタにおけるサルデーニャ軍の守備を知ると、そのような勇猛な軍を有していたら、イタリア王にすらなれると言った。